# Gordon Brown
James Gordon Brown, britanski (škotski) politik in zgodovinar, * 20. februar 1951, Giffnock, Renfrewshire, Škotska.
Od 27. junija 2007 je predsednik vlade Združenega kraljestva; tri dni pred tem pa je postal predsednik Laburistične stranke. Pod Tonyjem Blairom je deloval kot finančni minister kar 10 let. Ima doktorat iz zgodovine, ki ga je dobil na Edinburški univerzi.

## Zgodnje življenje in kariera pred parlamentom
Njegov oče, John Ebenezer Brown, je bil protestantski duhovnik. Bil je velik vzor Gordonu, umrl je leta 1998 star 84 let. Njegova mati Elizabeth je umrla leta 2004 pri starosti 84 let. Odraščal je v župnišču skupaj s svojima bratoma Johnom in Andrewom Brownom. V osnovni šoli je bil odličen učenec, zato je preskočil dva razreda. Tudi v srednji šoli je blestel, zato se je vpisal študij zgodovine na Edinburški univerzi pri 16 letih. Brown je še v srednji šoli zaradi brce v glavo na ragbijski tekmi oslepel na levo oko. Ko je na Edinburgu igral tenis, je opazil, da postaja slaboviden tudi na desno oko. Oko so mu rešili z operacijo. Leta je 1972 diplomiral z odliko in nadaljeval študij, da bi naredil doktorat, ki ga je dobil leta 1982. Leta 1972, ko je bil še študent, je z močnimi zvezami pri prejšnjem dekanu postal rektor Edinburške univerze.

## Politična kariera

### Brown kot finančni minister
Funkcijo finančnega ministra je opravljal 10 let in 2 meseca, s tem je postal najdlje delujoči minister v sodobni zgodovini.

### Brown kot predsednik vlade
Brown je prenehal službovati kot finančni minister in po potrditvi Njenega Visočanstva Kraljice Elizabete II. postal predsednik vlade Združenega kraljestva, 27. junija 2007. Je predsednik Laburistične stranke in član parlamenta ter šesti od dvanajstih povojnih predsednikov vlade, ki je bil postavljen za predsednika vlade brez volitev.

#### Zunanja politika
Brown ostaja zavezan k Iraški vojni. Njegov prvi uradni obisk ni bil v Washingtonu, kot so predvidevali nekateri zaradi tesnih zvez z ameriškim predsednikom Georgeom Bushem, temveč v Berlinu pri Angeli Merkel.
Brown je v pismu, izdanem 17. marca 2008 napovedal, da se ne bo udeležil otvoritve poletnih olimpijskih iger 2008, 8. avgusta v Pekingu zaradi močnega pritiska društev za človekove pravice ob nemirih v Tibetu.

## Osebno življenje
3. avgusta 2008 se je poročil s Sarah Macaulay. 28. decembra 2000 je bila njuna hči Jennifer Jane prezgodaj rojena in je zato 8. januarja 2001 umrla.
Z ženo imata dva otroka, Johna in Jamesa Fraserja. Novembra 2006 so Jamesa diagnosticirali s cistično fibrozo.
Od njegovih dveh bratov, je John Brown vodja urada stikov z javnostjo v mestni hiši Glasgowa. Njegov drugi brat Andrew Brown je vodja odnosov z mediji pri angleški podružnici francoskega podjetja EDF Energy od leta 2004.